# Bytom Odrzański
Bytom Odrzański (in tedesco Beuthen an der Oder) è un comune urbano-rurale polacco del distretto di Nowa Sól, nel voivodato di Lubusz.
Ricopre una superficie di 52,41 km² e nel 2004 contava 5 361 abitanti.